# کلاین گلادبروگه
کلاین گلادبروگه (به آلمانی: Klein Gladebrügge) یک شهر در آلمان است که در زگه‌برگ واقع شده‌است. کلاین گلادبروگه ۶۰۹ نفر جمعیت دارد.